# Il clan del terrore
Il clan del terrore (The Comedy of Terrors) è un film del 1963 diretto da Jacques Tourneur.
È una commedia horror statunitense con Vincent Price, Peter Lorre e Boris Karloff. Il film ricicla molte delle dinamiche dei personaggi e situazioni (e del cast) dal segmento Il gatto nero (The Black Cat) del film I racconti del terrore, realizzato dalla stessa casa di produzione, la American International Pictures, l'anno precedente.
Ambientato verso la fine del XIX secolo nel New England, il film racconta del proprietario di un'agenzia funebre senza scrupoli, Waldo Trumbull (Price), che uccide la gente nelle loro case al fine di mantenere se stesso nel mondo degli affari e di avere abbastanza soldi per bere. Ne fu tratto romanzo scritto nel 1964 da Elsie Lee, adattato dalla sceneggiatura di Richard Matheson e pubblicato dalla Lancer Books (con alcune modifiche nel finale della storia).

## Trama
Trumbull, proprietario di una modesta impresa di onoranze funebri, decide di incrementare lo scarso lavoro uccidendo un vecchio castellano con la speranza di poter trarre dai costosi funerari della vittima un guadagno sufficiente a permettergli di saldare alcuni debiti. Risoltasi in un insuccesso l'operazione, Trumbull, con la complicità del suo aiutante Gillie, ripete il tentativo ai danni del suo principale creditore, il signore Black. Convinto di averlo ucciso, Trumbull se lo vede invece comparire davanti poco tempo dopo per un singolare caso di morte apparente. Alla fine di una serie di scontri, muoiono tanto Trumbull quanto il signor Black, mentre Gillie si allontana in compagnia di Amaryllis, la bella moglie del suo principale.

## Produzione
Il film, diretto da Jacques Tourneur su una sceneggiatura di Richard Matheson con il soggetto dello stesso Matheson e di Elsie Lee, fu prodotto da Samuel Z. Arkoff e James H. Nicholson per la American International Pictures e girato nei Producers Studios a Hollywood in California.

## Distribuzione
Il film fu distribuito negli Stati Uniti dal 22 gennaio 1964 al cinema dalla American International Pictures e per l'home video dalla Home Box Office Home Video negli anni 90.
Alcune delle uscite internazionali sono state:
- negli Stati Uniti il 25 dicembre 1963 (Detroit, première),
- in Germania Ovest il 15 ottobre 1964 (Komödie des Grauens)
- in Danimarca il 27 settembre 1967 (Liget går amok)
- in Svezia il 5 agosto 1968 (Komedi i skräck)
- in Francia il 4 gennaio 2011 (Le croque-mort s'en mêle; in DVD: Quand le croque-mort s'en mêle)
- in Ungheria (A rémület komédiája)
- in Brasile (Farsa Trágica)
- in Finlandia (Hautaustoimisto hädässä)
- in Spagna (La comedia de los terrores)
- in Portogallo (O Gato Miou Três Vezes)
- in Grecia (To pandoheion ton zontanon nekron)
- in Italia (Il clan del terrore)

## Promozione
Le tagline sono:
- "Your favorite creeps...together again!".
- "They put new life in the undertaking business!".
- "A grave case of greed gone too far!".
- "A macabre romp featuring 4 great names from the Horror Hall of Fame!".

## Critica
Secondo il Morandini
il film è "una ghiotta e macabra farsa in nero con un cast di prim'ordine" in cui si eleva soprattutto Lorre. Anche Leonard Maltin esalta il "buon cast".